# Truwanten
Truwanten is een Middelnederlandse sotternie. Deze sotternie, een abelspel, is opgeschreven in het Hulthemse handschrift. De sotternie is niet volledig bewaard gebleven. Er resten 92 regels op rijm van, de regels 104 tot en met 196. 
De sotternie Truwanten verhaalt over een broeder die in armoe rondtrekt, samen met een maerte (een dienstmaagd). De sotternie leert hoe de duivel van deze soort rondreizende arme broeders gebruikmaakt om onschuldige mensen tot zonde te brengen.

## Rollen
- Die vrouwe
- De maerte
- Die brueder
- Die duvel

In 2006 heeft Nico Roelandse, de op 3 februari 2020 op 67-jarige aan een hartstilstand overleden hoofdrolspeler van de Leydse Kluchtencompagnie, het stuk compleet gemaakt. Truwanten werd in 2011 voor het eerst opgevoerd door de Leydse KluchtenCompagnie tijdens het middeleeuws festival in Ter Apel.